# Pfarrkirche Inzersdorf-Neustift

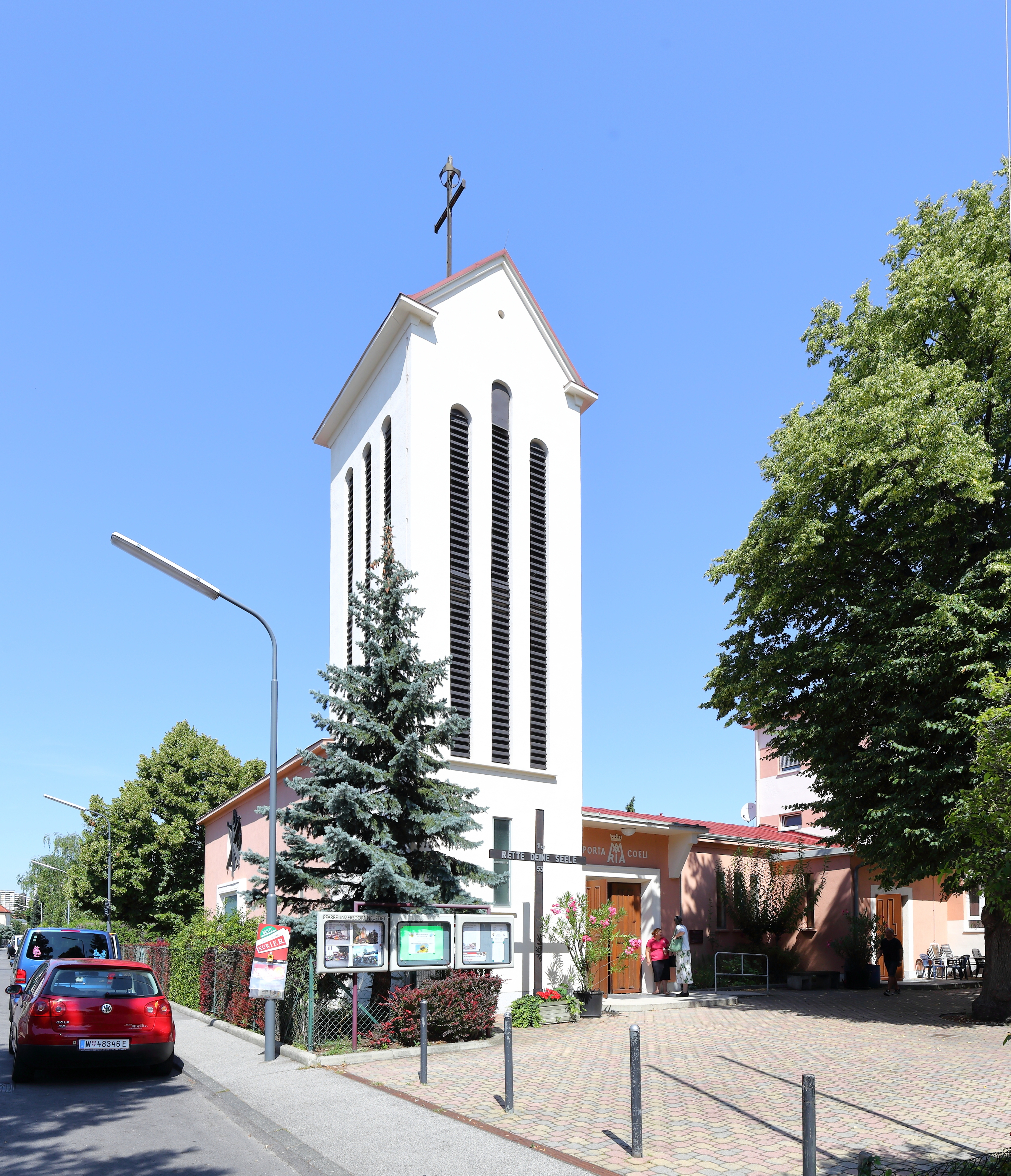
Pfarrkirche Inzerdorf-Neustift

Die Pfarrkirche Inzersdorf-Neustift ist eine römisch-katholische Kirche im 23. Wiener Gemeindebezirk Liesing und befindet sich in der Don-Bosco-Gasse 14. Sie ist Maria, Hilfe der Christen geweiht.

## Geschichte
Aufgrund reger Siedlungstätigkeit rund um den Ortsteil Neustift im Inzersdorfer Gemeindegebiet regte Kardinal Piffl im Jahr 1927 die Errichtung einer Kirche an. Am 20. Dezember 1931 wurde die Notkirche nach Plänen des Architekten Hans Prutscher eingeweiht. Am 1. November 1939 wurde die Seelsorgestation zur selbständigen Pfarre erhoben und von den Salesianern Don Boscos betreut.
Von 1941 bis 1945 musste die Kirche an die nationalsozialistische Volkswohlfahrt übergeben werden und diente als Ausspeisungsraum. In dieser Zeit diente eine kleine Kapelle an der Triester Straße als Gottesdienstraum. Am 11. April 1945 konnten die Salesianer die Kirche wieder beziehen. 1948 wurde der Kirchturm, geplant von Josef Vytiska, errichtet. Nach einem Brandunglück im Jahre 1949 wurde infolge der notwendigen Restaurierungen die Decke gehoben und ein Seitenschiff mit zwei seitlichen Eingängen angebaut.
Von 1954 bis 1975 bestand eine Pfarrexpositur in Neuerlaa, von 1983 bis 1989 eine Pfarrexpositur im Wohnpark Alterlaa. Diese wurden jeweils anschließend eigenständige Pfarren.
1998 kam es anlässlich einer Renovierung zu großen Veränderungen. Dabei wurde die Kirchenachse um 90 Grad gedreht und der Altarraum in das erste Drittel des alten Hauptschiffes zurückversetzt. Die Rückwand des neuen Presbyteriums wurde um etwa 2 Meter nach außen verschoben und zu beiden Seiten mit raumhohen Fenstern versehen. Am 27. September 1998 wurde die erneuerte Kirche von Monsignore Michael Wilhelm gesegnet.

## Stellung als Filialkirche nach Auflösung der Pfarre Inzersdorf-Neustift
Mit Wirksamkeit vom 1. September 2025 ist die römisch-katholische Pfarre Inzersdorf-Neustift nur mehr eine Teilgemeinde der Pfarre Hl. Johannes XXIII in Neuerlaa. Die bisherige Pfarrkirche Inzersdorf-Neustift ist dann eine Filialkirche ohne eigene Rechtspersönlichkeit. Die mit der bisherigen Pfarre verbundenen selbständigen Rechtspersönlichkeiten (Pfarre, Pfarrkirche und Pfarrpfründe) sind dann aufgelöst, ihr Vermögen geht auf die Pfarre Neuerlaa über. Die Zusammenlegung wird damit begründet, dass die Anzahl der Gläubigen in diesem Gebiet in den vergangenen fünfzig Jahren seit 1975 um nahezu drei Viertel gesunken ist.